# Hanlin-Akademie
Die Hanlin-Akademie (翰林院; Pinyin: Hànlín Yuàn, wörtl. „Pinselwald-Akademie“) wurde im 8. Jahrhundert in Chang’an in China gegründet. 
Sie war eine Einrichtung, die u. a. Schreib- und literarische Aufgaben für den Kaiserhof ausführte. Nur die erlesensten Gelehrten durften Mitglieder der Akademie werden. Eine ihrer Hauptaufgaben waren Entscheidungen über die Auslegung der konfuzianischen Klassiker. Diese bildeten die Basis für die Prüfungen, die den Zugang zu den höheren Beamtenrängen regelte.
Die Akademie existierte bis zur Xinhai-Revolution von 1911.

## Bekannte Absolventen
- Li Bai (701–762) – Dichter
- Bai Juyi (772–846) – Dichter
- Ouyang Xiu (1007–1072) –  Staatsmann, Historiker, Essayist und Dichter
- Shen Kuo (1031–1095) – Beamter, Wissenschaftler, Feldherr, Diplomat und Erfinder des Kompasses für die Navigation
- Zhang Zeduan (1085–1145) – Maler
- Zhao Mengfu (1254–1322) – Maler, Kalligraf und Präsident der Hanlin-Akademie
- Zhang Tingyu (1672–1755) – Politiker und Historiker
- Zeng Guofan (1811–1872) – Beamter und Heerführer
- Cai Yuanpei (1868–1940) – Pädagoge, Ethnologe und Rektor der Peking-Universität